# Salzbrunnengraben
Der Salzbrunnengraben ist der nordwestliche Quellfluss des Bruckbachs in Ostheim bei Westheim im mittelfränkischen Landkreis Weißenburg-Gunzenhausen.

## Verlauf
Der Salzbrunnengraben entspringt auf einer Höhe von 480 m ü. NHN nordwestlich des Kernorts von Ostheim am Fuße des Galgenbergs neben einem Feldweg, dem er dann zwischen Feldern in seiner natürlichen Talmulde in Richtung des Dorfes folgt. Dem Salzbrunnengraben läuft in der Flur ein weiterer Feldweggraben vom linken Hang herab zu. An der Einmündung des Feldwegs in die Staatsstraße 2218 am Ostheimer Nordrand unterquert der Salzbrunnengraben diese Staatsstraße und läuft nun auf der zweiten Hälfte seines Laufes kanalisiert durch Ostheim. Der Salzbrunnengraben fließt auf einer Höhe von 463 m ü. NHN in Ostheim an der Ecke Dorfstraße/Ostheimer Hauptstraße unterirdisch mit dem von Nordosten kommenden, merklich längeren und sehr viel einzugsgebietsreicheren Buchgraben zum Bruckbach zusammen.